# ۲-متیلفوران
۲-متیلفوران (به انگلیسی: 2-Methylfuran) با فرمول شیمیایی C۵H۶O یک ترکیب شیمیایی با شناسه پاب‌کم ۱۰۷۹۷ است. که جرم مولی آن ۸۲٫۱۰ g/mol می‌باشد. شکل ظاهری این ترکیب، مایع شفاف زرد و سبز است.